# Daniel O'Sullivan
Daniel O'Sullivan, nascido em 1 de dezembro de 1980, é um multi-instrumentista e compositor de Manchester, Inglaterra, mais conhecido por seu trabalho em bandas como Guapo, Miasma & The Carousel of Headless Horses, Ulver, Æthenor, Miracle e Mothlite. Além das bandas mencionadas, Daniel participa ao vivo dos shows do Sunn O))).
Daniel tornou-se reconhecido por explorar uma grande variedade de estilos, incluindo o neo-clássico, rock progressivo e rock psicodélico, improvisações, cosmic jazz, drone minimalista, synth-pop entre outros.
Em 2009 ele se juntou ao Ulver e foi anunciado oficialmente no site da banda, "Por último, gostaríamos de dar as boas vindas a Daniel O'Sullivan.". Daniel vem realizando shows com o Ulver desde a primeira apresentação ao vivo da banda em 15 anos no Festival de Literatura norueguesa em 2009 em Lillehammer

## Discografia
| Data de lançamento | Título                                           | Banda                                    |
| ------------------ | ------------------------------------------------ | ---------------------------------------- |
| 2003               | The Ducks and Drakes of Guapo and Cerberus Shoal | Guapo                                    |
| 2004               | Five Suns                                        | Guapo                                    |
| 2005               | Perils                                           | Miasma & the Carousel of Headless Horses |
| 2005               | Black Oni                                        | Guapo                                    |
| 2006               | Twisted Stems                                    | Guapo                                    |
| 2006               | Deep In Ocean Sunk The Lamp Of Light             | Æthenor                                  |
| 2007               | Manfauna                                         | Miasma & the Carousel of Headless Horses |
| 2007               | The Other Side Of The Island                     | The Stargazer's Assistant                |
| 2008               | Betimes Black Cloudmasses                        | Æthenor                                  |
| 2008               | The Flax Of Reverie                              | Mothlite                                 |
| 2008               | Elixirs                                          | Guapo                                    |
| 2009               | Faking Gold And Murder                           | Æthenor                                  |
| 2011               | Fluid Window'                                    | Miracle                                  |
| 2011               | Furrier                                          | Grumbling Fur                            |
| 2011               | Wars Of The Roses                                | Ulver                                    |
| 2011               | En Form For Blå                                  | Æthenor                                  |
| 2012               | Third Mouth                                      | Alexander Tucker                         |
| 2012               | Childhood's End                                  | Ulver                                    |
| 2012               | Alice                                            | Grumbling Fur                            |
| 2012               | Dark Age                                         | Mothlite                                 |

### Convidado
| Data de lançamento | Título                    | Banda            |
| ------------------ | ------------------------- | ---------------- |
| 2007               | The Difference Engine     | Dãm              |
| 2007               | Pre-Emptive False Rapture | Chrome Hoof      |
| 2009               | Stop The World            | The Big Pink     |
| 2009               | A Brief History Of Love   | The Big Pink     |
| 2010               | Crush Depth               | Chrome Hoof      |
| 2011               | Dorwytch                  | Alexander Tucker |
| 2012               | Night Within              | Land             |
| 2012               | Future This               | The Big Pink     |